# 琴叶绿绒蒿
琴叶绿绒蒿（学名：Meconopsis lyrata）为罂粟科绿绒蒿属下的一个种。

## 扩展阅读
- 維基物種上的相關：琴叶绿绒蒿